# Meininger Tageblatt
Das Meininger Tageblatt (MT) ist eine Tageszeitung für die Stadt Meiningen und den Altkreis Meiningen.
Verleger und Herausgeber der Zeitung ist die Meininger Mediengesellschaft mbH (MMG). Die Meininger Mediengesellschaft und die Redaktion haben ihren Sitz in Meiningen. Gedruckt wird die Zeitung in einer Druckerei in Würzburg-Heuchelhof. Es besteht eine redaktionelle Kooperation mit der Suhler Tageszeitung Freies Wort. Die Zeitungen Meininger Tageblatt, Freies Wort (FW) und Südthüringer Zeitung (STZ) haben mit inSüdthüringen.de einen gemeinsamen Internetauftritt.

## Geschichte

### Ersterscheinung bis zum Verbot 1936
Bereits am 2. Juli 1849 erschien die erste Ausgabe des Meininger Tageblatts zunächst dreimal wöchentlich. Erster Herausgeber war die Hofbuchdruckerei F.W. Gadow & Sohn. Das Blatt entwickelte sich in den folgenden Jahrzehnten zur meistgelesenen Zeitung im Herzogtum Sachsen-Meiningen. 1863 wird das Format vergrößert und erscheint von da an täglich außer Sonn- und Feiertagen. Gleichzeitig wird das Blatt zum Anzeiger für Meiningen und dem Herzogtum. 1867 übernimmt der Verleger Hermann Marbach die Zeitung, dessen Familie das Meininger Tageblatt bis 1936 weiterführte. Beim Stadtbrand von Meiningen 1874 wurde das Verlagsgebäude vollständig zerstört. An gleicher Stelle fand die Einweihung des neuen Gebäudes am 7. August 1875 statt.
Ab 1879 erschien die Zeitung nun täglich, auch an Sonn- und Feiertagen. 1889 vergrößerte sich das Format zunächst auf 29 mal 41 Zentimeter und 1891 auf 35 mal 53 Zentimeter. 1890 wurden die ersten mehrfarbigen Werbeeinlagen und grafischen Darstellung eingeführt. 1903 folgten Bilder und Unterhaltungsbeilagen. 1914 übernahm eine moderne Rotationsmaschine den Druck, die 5000 Zeitungen pro Stunde produzierte. Nach der Machtübernahme der Nationalsozialisten im Jahre 1933 wurden die meisten unabhängigen Tageszeitungen Deutschlands verboten, so musste auch das Tageblatt am 30. September 1936 nach 88 Jahrgängen eingestellt werden. Nach dem Sturz des Hitlerregimes lag Meiningen in der sowjetischen Besatzungszone und gehörte ab 1949 zur DDR, so dass eine Wiedererscheinung der Zeitung nicht möglich war.

### Wiedergründung
Nach Erteilung der Pressefreiheit in der DDR während der Wendezeit von 1989/1990 war das Meininger Tageblatt die erste neue beziehungsweise wiederbelebte freie Tageszeitung in Thüringen. Vom Journalisten Siegfried Herzog neugegründet erschien es wieder erstmals am 20. Februar 1990 und fand sofort eine große Leserschaft. Die Auflage stieg bis 1999 auf 11600 Exemplare. Der erste Chefredakteur war Ulrich Lutz. Herausgeber war vom 20. Februar 1990 bis zum 31. Mai 2001 die Gesellschaft für Werbung, Presse und Vertrieb mbH (WPV) Meiningen. Geschäftsführer waren Siegfried Herzog und Bernd Schachenmayer, der Verleger der Bad Kissinger Saale-Zeitung, bei der das Meininger Tageblatt gedruckt wurde und von der es die überregionalen Seiten bezog.

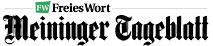
Zeitungskopf von 2003 bis 2016

Am 1. Juni 2001 gründete sich der Verlag Meininger Mediengesellschaft mbH (MMG), der von da an das Meininger Tageblatt herausgibt. Gleichzeitig fusionierten die Meininger Lokalausgaben des Meininger Tageblatts und der Zeitung Freies Wort miteinander und veröffentlichten bis Dezember 2002 eine identische Meininger Lokalausgabe in beiden Zeitungen. Seit Januar 2003 findet eine redaktionelle Kooperation beider Zeitungen statt, die eine gegenseitige Übernahme von Artikeln und ganzer Seiten im Druck- und Onlinebereich und die gemeinsame Produktion der Zeitung anfangs unter dem Namen Freies Wort Meiningen/Meininger Tageblatt beinhaltet. Gleichzeitig wurde das Erscheinen der Hauptausgabe des Freien Wort mit einem Meininger Lokalteil im Altkreis Meiningen eingestellt. Bereits im April 2003 änderte man den Namen in FW Meininger Tageblatt um.
Seit dem 1. April 2016 lautet der Zeitungstitel wieder Meininger Tageblatt. Die Zeitung wurde von 1990 bis 2010 in Nüdlingen bei Bad Kissingen (bis 2005 im Berliner Format, anschließend im Rheinischen Format), und von 2010 bis 2017 im Druckzentrum Erfurt gedruckt. Seit April 2017 wird das Tageblatt in Würzburg hergestellt.
Im Rahmen des Festaktes zum 30-jährigen Jubiläum der Wiedergründung des Meininger Tageblattes am 24. Januar 2020 im Volkshaus Meiningen präsentierte das Bundesfinanzministerium mit der Anwesenheit der Staatssekretärin Sarah Ryglewski die 95-Cent-Sonderbriefmarke „Pressefreiheit“.

## Herausgeber
Erster Herausgeber war von 1849 bis 1867 die Meininger Hofbuchdruckerei F.W. Gadow & Sohn. Anschließend vertrieb bis 1936 der Verleger Hermann Marbach das Meininger Tageblatt. Von 1990 bis 2001 wurde die Zeitung von der Gesellschaft für Werbung, Presse und Vertrieb mbH (WPV) Meiningen herausgegeben. Seit 2001 ist der Herausgeber der Verlag Meininger Mediengesellschaft (MMG), an dem zu jeweils 50 Prozent der Verlag WPV mbH in Meiningen und die Suhler Verlagsgesellschaft mbH & Co.KG (SVG) in Suhl beteiligt waren. 2010 übernahm die Mediengruppe Oberfranken den Anteil von der WPV.

## Auflage
Das Meininger Tageblatt hat in den vergangenen Jahren erheblich an Auflage eingebüßt.
| 1998 | 1999 | 2000 | 2001  | 2002  | 2003  | 2004  | 2005  | 2006  | 2007  | 2008  | 2009  | 2010  | 2011  | 2012  | 2013  | 2014  | 2015  | 2016  | 2017  | 2018 | 2019 | 2020 | 2021 | 2022 | 2023 | 2024 |
| ---- | ---- | ---- | ----- | ----- | ----- | ----- | ----- | ----- | ----- | ----- | ----- | ----- | ----- | ----- | ----- | ----- | ----- | ----- | ----- | ---- | ---- | ---- | ---- | ---- | ---- | ---- |
|      |      |      | 16756 | 15946 | 15192 | 14691 | 13850 | 13303 | 12862 | 12394 | 12119 | 11766 | 11577 | 11250 | 10897 | 10597 | 10302 | 10413 | 10085 | 9804 | 9422 | 8988 | 8616 | 8112 | 7645 |      |

## Verlag und Redaktion
- Geschäftsführer: Pierre Döring, Tobias Konrad
- Redaktionsleitung: Ralph W. Meyer, Marko Hildebrandt-Schönherr (stv.)
- Lokalredaktionen:
  - Meiningen
  - Werra-Grabfeld (in Meiningen)
  - Wasungen (Werra-Bote)
  - Kaltensundheim (Rhön)
- Geschäftsstellen
  - Meiningen, Neu-Ulmer-Straße 8a
  - Wasungen (Service-Point), Untertor 1

## Lokalseiten
- Meiningen
- Rhön (Thüringische Rhön)
- Werra-Grabfeld (Gebiet zwischen Meiningen, Römhild und Themar)
- Werra-Bote (überwiegend das Gebiet der VG Wasungen-Amt Sand)
- Dolmar (Gemeinden zwischen Dolmar, Meiningen und Suhl)
- Kultur in Meiningen
- Lokalsport

## Beilagen
Als Beilagen erscheinen im Meininger Tageblatt in regelmäßigen Abständen die „Meininger Heimatklänge“ (Geschichtsbeiträge aus der Region), „Spektakel“ (Programminformationen des Meininger Theaters), die „Liftfaßsäule“ (monatliche Kulturvorschau der Region) und wöchentlich die Fernsehzeitschrift rtv.